# Friedrich Wilms
Friedrich Wilms (Münster, 19 de abril de 1848 - Steglitz, 2 de marzo de 1919) fue un botánico, farmacéutico, explorador alemán.
Wilms viajó a Sudáfrica en el mismo barco con Franz Theodor Ewald Bachmann (1856-1916, llegando a Ciudad del Cabo el 4 de julio de 1883. Bachmann desembarcó y Wilms siguió navegando hacia Durban. Viajó en tren a Pietermaritzburg, donde empezó a coleccionar. Desde allí hizo uso de una carreta de bueyes para llegar a Greytown, provincia de KwaZulu-Natal y el noroeste de Ladysmith, cruzando la cordillera de Drakensberg por Laing Nek el 17 de noviembre de 1883. Desde allí viajó hacia el norte de Pretoria, de este a Bronkhorstspruit y más hacia el este a Lydenburg que iba a ser su cuartel general durante los próximos 13 años. Usó a Lydenburg como su base, haciendo una serie de viajes de recolección. También incursionó a través de las planicies costeras infestadas de malaria de África Oriental Portuguesa para llegar a Delagoa Bay, eligiendo la temporada de invierno cuando había menos mosquitos alrededor.
En 1896, regresó a Alemania con una extensa colección de musgos, líquenes, helechos y fanerógamas. Su artículo de 1898 titulado "Ein Botanischer Ausflug ins Boerenland" que apareció en  Verh. Bot. Ver. Prov. Brandenb, incluía observaciones interesantes sobre la vegetación.
Wilms más tarde fue nombrado asistente en la sección de musgo de la Museo Botánico de Berlín-Dahlem y también estuvo estrechamente involucrado en la taxonomía de los especímenes recolectados por August Gottlieb Hans Rudatis.

## Algunas publicaciones
- 1968. Adenia hondala (Gaertn.). Blumea 15:265. 1968

## Eponimia
| - (Acanthaceae) Barleria wilmsii Lindau ex C.B.Clarke - (Amaranthaceae) Cyphocarpa wilmsii Lopr. - (Anacardiaceae) Searsia wilmsii (Diels) Moffett - (Anthericaceae) Anthericum wilmsii Diels ex Poelln. - (Asteraceae) Sonchus wilmsii R.E.Fr. - (Clusiaceae) Hypericum wilmsii R.Keller - (Cyperaceae) Cyperus wilmsii Gand. | - (Ebenaceae) Royena wilmsii Gürke - (Euphorbiaceae) Acalypha wilmsii Pax ex Prain & Hutch. - (Gentianaceae) Chironia wilmsii Gilg - (Geraniaceae) Pelargonium wilmsii R.Knuth - (Gesneriaceae) Streptocarpus wilmsii Engl. - (Iridaceae) Watsonia wilmsii L.Bolus - (Lamiaceae) Clerodendrum wilmsii Gürke | - (Leguminosae) Otholobium wilmsii (Harms) C.H.Stirt. - (Orchidaceae) Orchis × wilmsii E.G.Camus - (Phrymaceae) Deniseia wilmsii Kuntze - (Piperaceae) Peperomia wilmsii C.DC. - (Poaceae) Eragrostis wilmsii Stapf - (Polygonaceae) Persicaria × wilmsii (Beck) Soják - (Rosaceae) Alchemilla wilmsii Engl. | - (Salicaceae) Salix wilmsii Seemen - (Sapotaceae) Boivinella wilmsii (Engl.) Aubrév. & Pellegr. - (Scrophulariaceae) Lindernia wilmsii (Engl. & Diels) Philcox - (Solanaceae) Solanum wilmsii Dammer - (Thymelaeaceae) Lasiosiphon wilmsii C.H.Wright - (Verbenaceae) Chascanum wilmsii (Gürke) Moldenke - (Vitaceae) Cyphostemma wilmsii (Gilg & M.Brandt) Desc. |